# Dorfkirche Wallitz

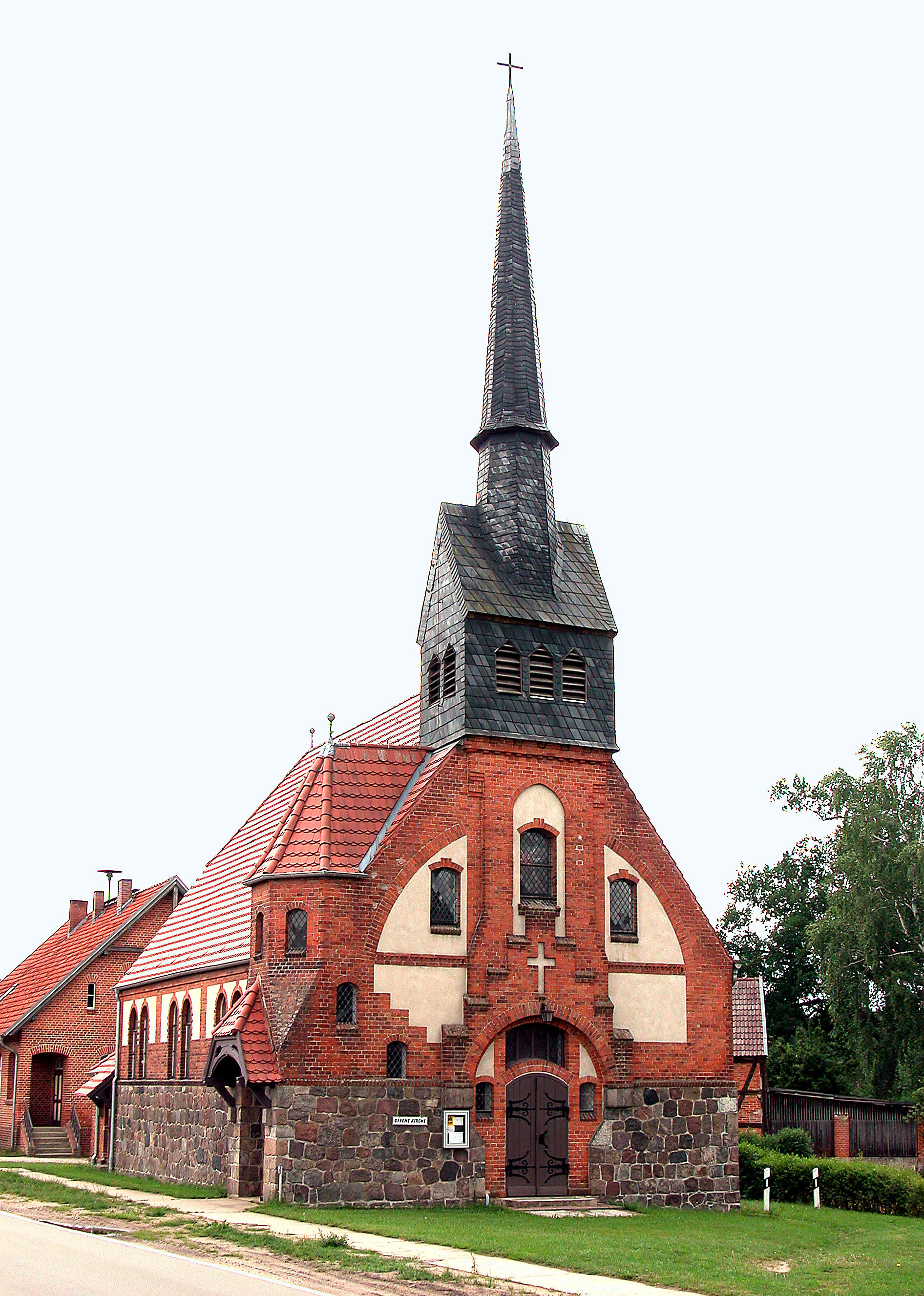
Dorfkirche Wallitz

Die evangelische Dorfkirche Wallitz ist eine Saalkirche in Wallitz, einem Ortsteil der Stadt Rheinsberg im brandenburgischen Landkreis Ostprignitz-Ruppin. Die Kirchengemeinde gehört dem Pfarrbereich Zühlen-Zechliner Land im Kirchenkreis Wittstock-Ruppin der Evangelischen Kirche Berlin-Brandenburg-schlesische Oberlausitz an. Das Gebäude steht unter Denkmalschutz.

## Lage und Geschichte
Die Kirche befindet sich am südlichen Ortsrand des Straßendorfes und steht in einer Linie mit der südlich gelegenen Schule. Die Kirchengemeinde von Wallitz war seit ihrer Gründung Teil der Kirche in Dorf Zechlin. Ursprünglich wurde ein erster Betsaal in den Vorgängerbau der heutigen Schule integriert. Mit dem starken Anstieg der Bevölkerung im 19. Jahrhundert besuchten die Gemeindemitglieder ab 1895 den Gottesdienst in Dorf Zechlin. Zu dieser Zeit stellte die Gemeinde einen Antrag zum Bau einer eigenen Kirche. Im Jahr 1897 legte Baurat H. Wichgraf einen ersten Entwurf vor, der als Basis für die von einem Bauingenieur aus Charlottenburg 1898 erstellten Ausführungszeichnungen diente. Die Ausführung oblag dem Maurermeister Albert Behnfeldt aus Kleinzerlang. Der Bau der Kirche wurde 1899 fertiggestellt. In den 1950er-Jahren wurde auf der Empore eine Winterkirche eingerichtet, wobei die Orgel vom dortigen Standort in den Kirchenraum verlegt, die Fenster in der Decke des Kirchenschiffs geschlossen und ein Gedenkraum eingerichtet wurden.

## Baubeschreibung

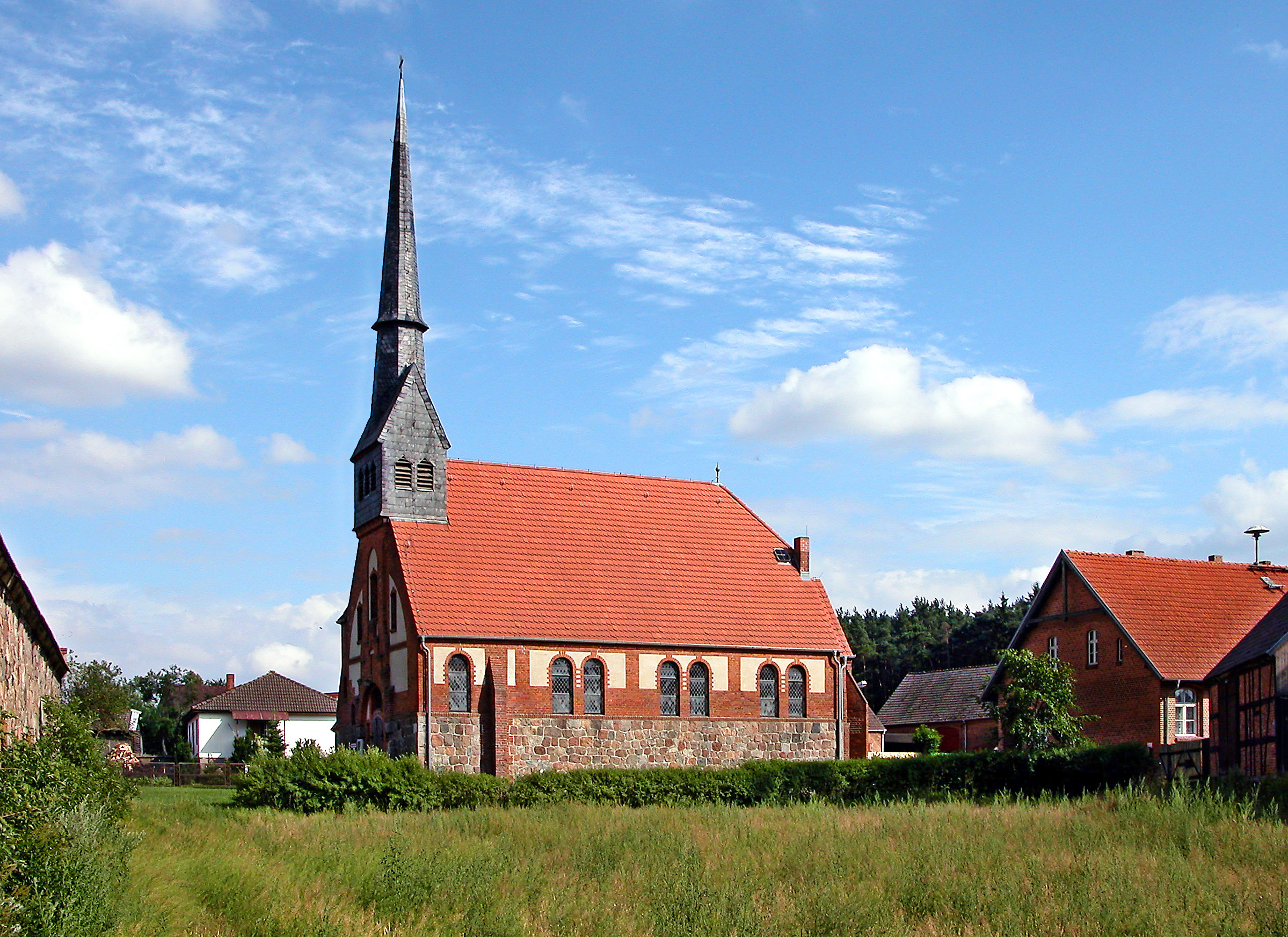
Nordwestansicht

Es handelt sich um einen aus Feldsteinen und Sichtmauerwerk, der nahezu nach Süden ausgerichtet ist und über einen Nordturm und eine leicht eingezogene rechteckige Apsis verfügt. Der Sockel des Gebäudes besteht aus regelmäßigem Feldsteinmauerwerk und reicht etwa bis zur Hälfte des Baus, während die roten Ziegelflächen darüber durch hell abgesetzte Putzfelder belebt werden. An den Längsseiten des Gebäudes sind jeweils drei paarig angeordnete Rundbogenfenster zu finden, während die Apsis einen zentralen Okulus in einem Putzfeld aufweist. Das Satteldach ist mit einem Krüppelwalm versehen und verfügte ursprünglich über kleine Gauben, die axial zu den Fenstern angeordnet waren. An der Ostseite des Gebäudes ist südlich ein kleiner Sakristeianbau angefügt, während nördlich ein Treppenturm mit Zugang zur Empore zu finden ist. Die Nordseite verfügt über einen verschieferten Turmaufsatz und einen schlanken Turmhelm, der über einer aufwendig gestalteten Sichtziegel-Putzfassade aufragt, die Bezug auf die Deckenform im Inneren des Gebäudes nimmt. Der zentrale Eingang befindet sich unter einem abgetreppten Blendgiebel.
Das Innere der Kirche überspannt eine Holztonnendecke auf weit ausladenden, geschnitzten Knaggen mit Zugankern und Hängewerk. An den Außenwänden des Gebäudes ist eine hohe Verblendung aus Ziegeln sowie ein umlaufendes Sohlbankgesims in Form eines Zahnfrieses zu finden. Die Apsis ist mit einem Kreuzgratgewölbe versehen. Hinter dem Altar in die Südwand ist der Grundstein mit der Inschrift „gel. d. 15.4.1899“ eingemauert. Das Apsisfenster zeigt eine Sämann-Darstellung aus den 1950er-Jahren, links davon ist die Kanzel mit Zugang von der Apsis zu finden. Die Nordempore verfügt über eine vorkragende kassettierte Brüstung. Unterhalb der Nordempore wurde in den 1950er-Jahren ein Kriegsgefallenen-Gedenkraum eingerichtet, der über einen elliptischen ziegelverkleideten Sockel verfügt. Davor befinden sich eine Gedenktafel und zwei Glocken aus dem 18. Jahrhundert.

### Ausstattung

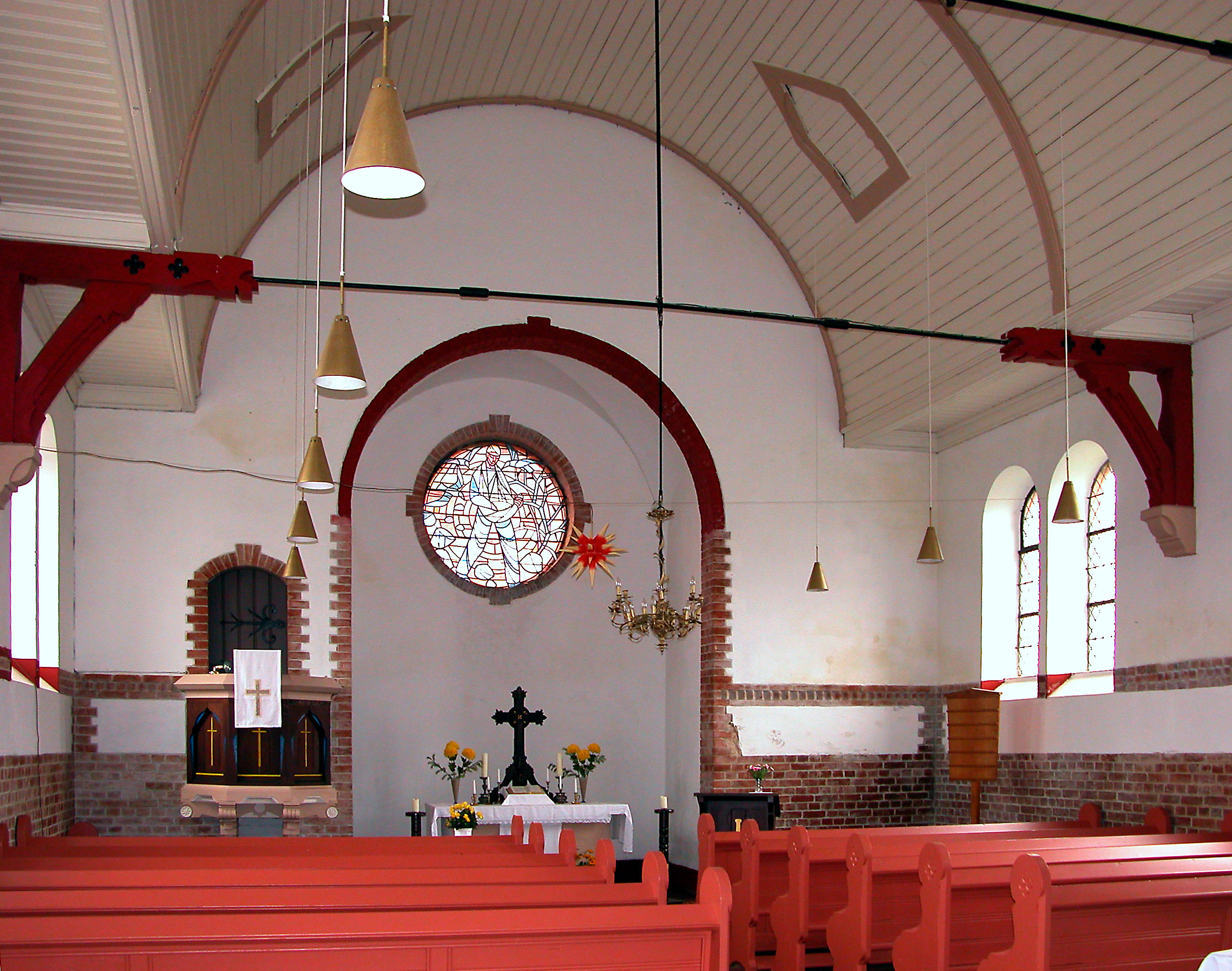
Innenansicht mit Blick auf den Altar

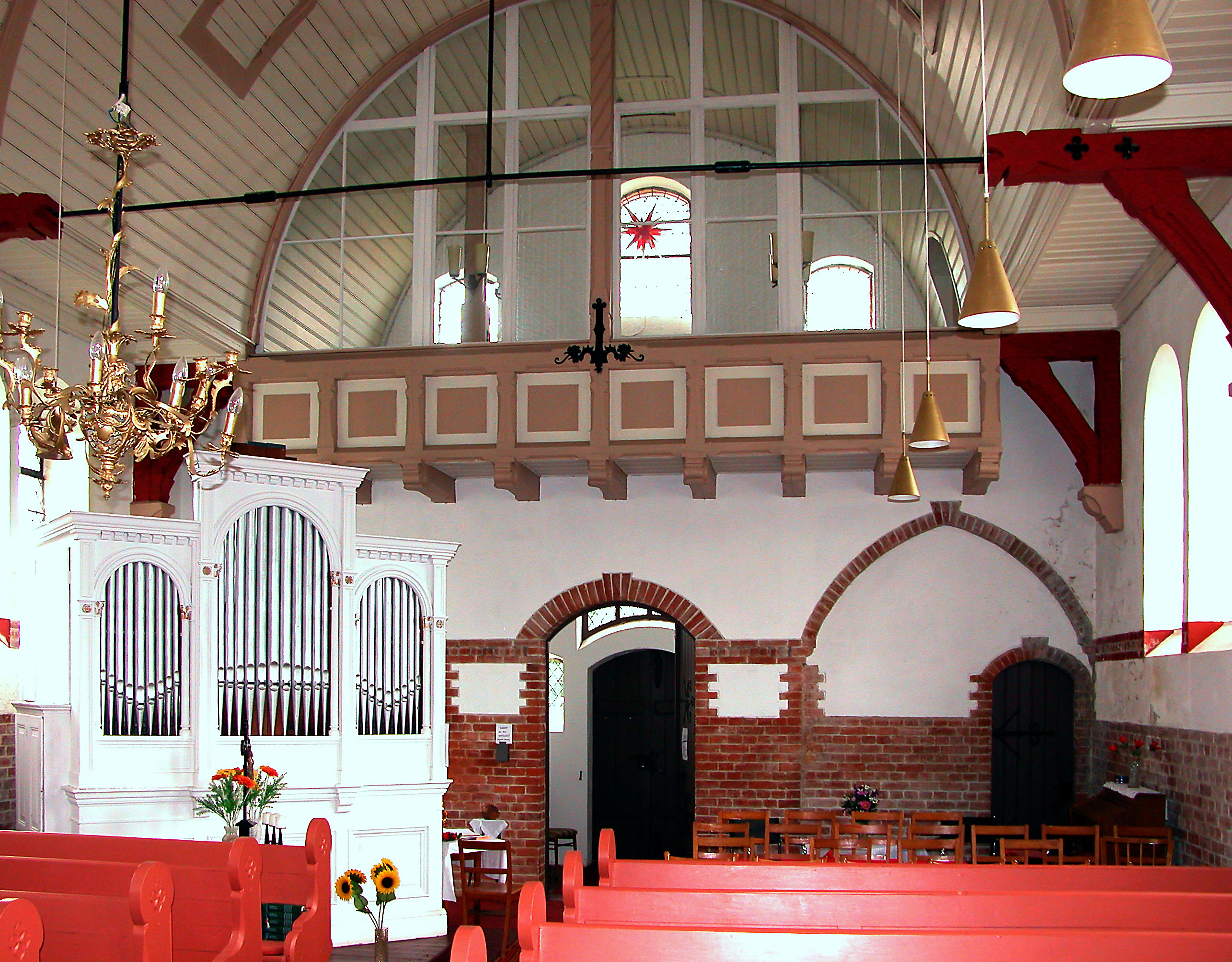
Innenansicht mit Blick auf Orgel und Empore

Die Kirchenausstattung besteht aus einem Altar, der im Jahr 1899 aus Ziegeln gemauert und verputzt wurde, sowie einer Kanzel aus demselben Jahr, die aus Holz besteht. Die Kanzel hat kurze, geschnitzte Holzstützen mit Voluten auf einem Ziegelsockel und einen polygonalen Kanzelkorb mit spitzbogigen Reliefs an den Seitenflächen. 
Die Orgel stammt aus der Werkstatt des Wilhelm Remler. Sie wurde im Jahr 1939 aus dem abgebrochenen Magdalenenstift in Berlin nach Wallitz umgesetzt und durch den Orgelbaumeister Hoffmann aufgebaut. 1959 wurde die Orgel von der Orgelempore in das Kirchenschiff versetzt, als die Winterkirche eingebaut wurde. Das Gemeindegestühl besteht aus Holzbänken mit kräftigen geschwungenen Wangen und stammt aus dem Jahr 1899. 
Eine Gedenktafel für die Gefallenen des Deutsch-Französischen Kriegs von 1870/71, die aus Holz besteht, steht seitlich vor der Empore. Zwei Glocken, eine große und eine kleine, wurden im Jahr 1746 hergestellt und sind aus Eisen gefertigt. Die große Glocke trägt unter anderem den Namen Sieburg in Zechlin und die Inschrift „GCB [?, unleserlich] me fecit“. Die kleine Glocke führt den Schulze Toppel und die Bauern Fried. U. Joh. Behnfeldt, Christian Joh. Stärche, Joachim Ohm, Joh. Klötzer, Georg Andr. Werdermann und den Teerschweler Joh. Christian Filitz auf. Beide Glocken stehen gesondert unter Denkmalschutz.